# Tithaeus borneensis
Tithaeus borneensis is een hooiwagen uit de familie Tithaeidae. De originele naamcombinatie (protoniem) is Tithaeus borneensis Roewer, 1949. De huidige (vanaf 2023) geldig wetenschappelijke naam van Tithaeus borneensis Gaat terug op Carl Frederick Roewer.